# Hong Kong Cultural Centre

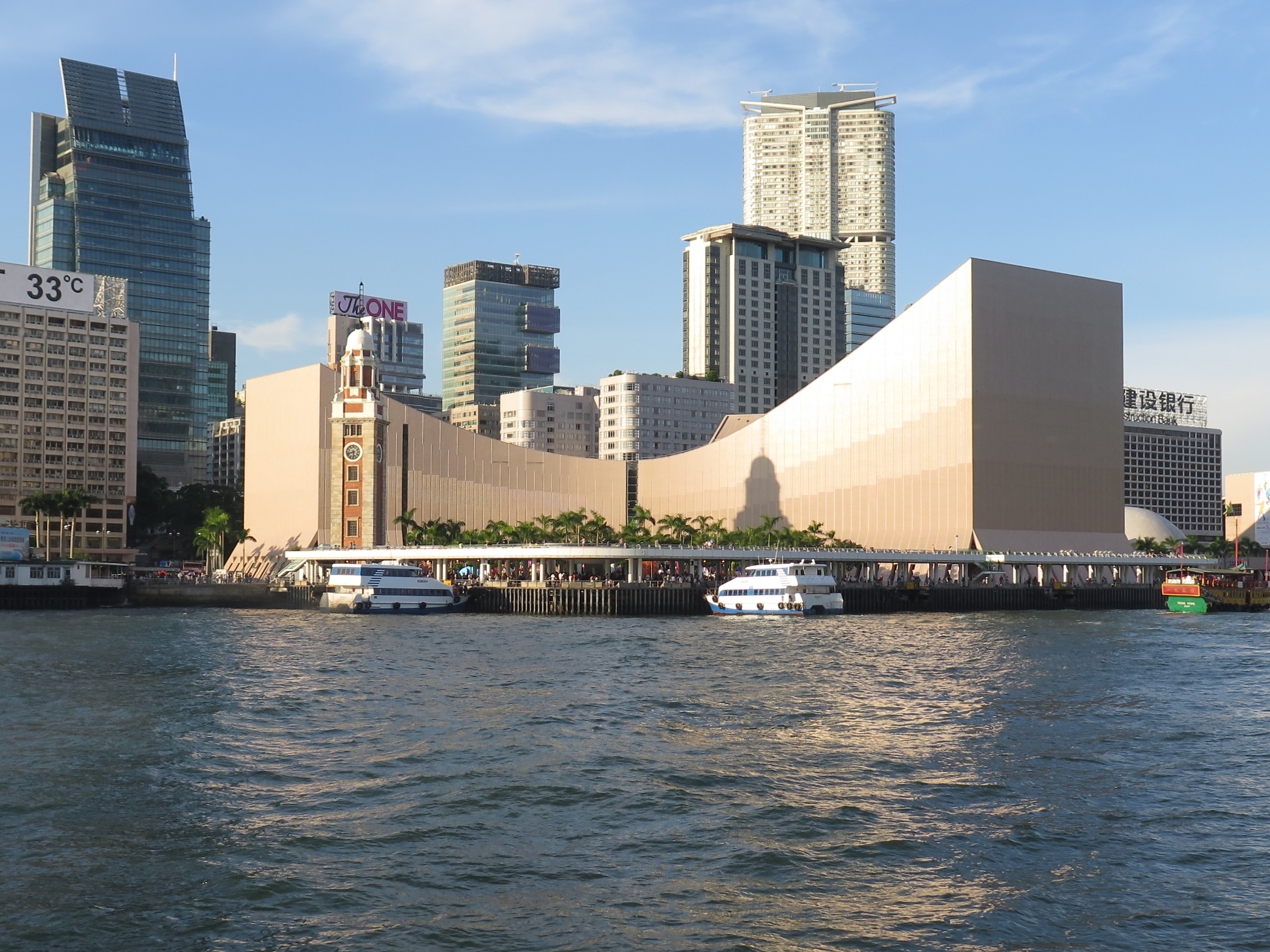
Hong Kong Cultural Centre in Tsim Sha Tsui, 2014

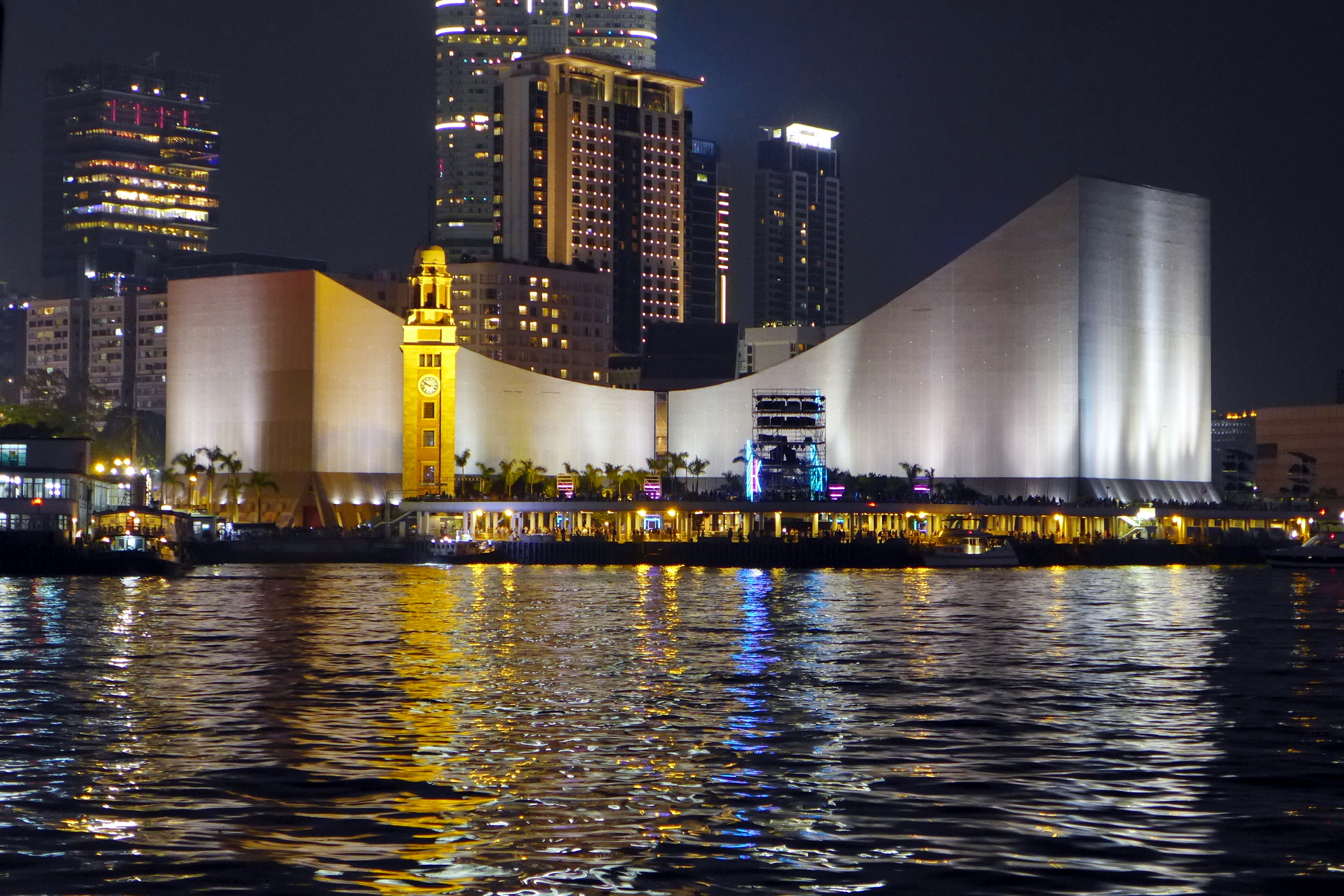
Hong Kong Cultural Centre bei Nacht (2016)

Hong Kong Cultural Centre (chinesisch 香港文化中心, Pinyin Xiānggǎng Wénhuà Zhōngxīn, Jyutping Hoeng1gong2 Man4faa3 Zung1sam1) ist ein Kultur- und Konzerthaus in der chinesischen Sonderverwaltungszone Hongkong. Das Gebäude wurde am 8. November 1989, an der Stelle des früheren Bahnhofs von Kowloon, eröffnet und von Pau Shiu-hung entworfen.
Zusammen mit Hong Kong Museum of Art, Hong Kong Space Museum und Salisbury Garden ist das Cultural Centre ein Teil des Hong Kong Cultural Centre Complex in Tsim Sha Tsui (Kowloon).

## Einrichtungen
- Die Konzerthalle ist für Musikaufführungen konzipiert, oval geformt und bietet 2.019 Sitzplätze. Die Halle enthält eine 10 Millionen Hongkong-Dollar wertvolle Rieger-Orgel, welche mit 93 Registern und 8.000 Pfeifen zu den größten der Welt zählt.[1][3]
- Das große Theater ist Veranstaltungsort für Opern (darunter auch Kanton-Opern), Tanz-, Theater- und Ballettaufführungen und bietet Platz für 1.734 Zuschauer.
- Das Studiotheater bietet Platz für bis zu 496 Zuschauer.
- Eine Ausstellungsgalerie im vierten Stock mit einer Fläche von 287 m².